# Zichy Hermann (nemzetőrparancsnok)
Gróf zicsi és vázsonykői Zichy Hermann (Molnári, Vas megye, ma: Püspökmolnári, 1814. július 15. – Jakabháza, 1880. május 18.) 1848-as nemzetőr őrnagy, adminisztrátor és főkancellár.

## Származása
A gróf zicsi és vázsonykői Zichy család. Édesanyja gróf Festetics Julianna (1789–1816) Festetics (I.) György gróf és jakabházi Sallér Judit (1766–1829) lánya, apja pedig gróf Zichy Károly (1778–1834), Pozsega, majd Moson vármegye főispánja, 1825-ben a magyar udvari kamara elnöke. Mostohaanyja Seilern Crescence, akinek második férje gróf Széchenyi István volt.

## Élete
Jogi tanulmányait a győri királyi akadémián végezte. A korabeli elmondások erős testalkatú, társai közül inkább fizikai erejével és ügyességével, semmint szellemi képességeivel kitűnő személynek írják le, aki nem szeretett tanulni.
Az 1840-es években mint liberális ellenzéki politizált Vas vármegyében. 1848-ban nemzetőr őrnagy, a körmendi zászlóalj parancsnoka volt. 1848. október 3-án 800 fős csapatával részt vett Nagykanizsa felszabadításában Jellasics seregeivel szemben.
A szabadságharc leverése után a konzervatívokhoz csatlakozott: a helytartóságon alelnökként dolgozott, majd a nagyváradi kerület élére került. 1852-ben kastélyt építtetett Jakabházán. 1859-ben „a város körül tett érdemei” elismeréséül díszpolgári címet kapott Szombathelytől – ő lett a város első díszpolgára. 
1864-ben Schmerling osztrák államminiszter híveként és annak tanácsára Ferenc József magyar kancellárrá nevezte ki, mely tisztséget egy éven át töltötte be.  
1880. május 18-án hunyt el Jakabházán, ott is helyezték örök nyugalomra.

## Házassága és gyermekei

A mezőszegedi Szegedy család címere

1842. január 10-én Szentkirályon feleségül vette mezőszegedi Szegedy Karolinát (1817–1892), mezőszegedi Szegedy Károly táblabíró és berhidai Késmárky Antónia lányát. A házasságból négy gyermek született: Karolina, Antónia, Hermann és Ilona.